# Legitimation durch Verfahren
Legitimation durch Verfahren ist ein Werk von Niklas Luhmann zur Systemtheorie des Rechts, das erstmals 1969 erschien.

## Verfahren statt universeller Wahrheit
Luhmann legt darin zunächst dar, dass Entscheidungsfindungsverfahren wie Gesetzgebungs-, Verwaltungs- und Gerichtsverfahren sich nicht an Wahrheit im naturwissenschaftlichen Sinne orientieren können und in Abkehr vom Naturrechtsgedanken rechtliche Regelungen vor allem rechtspositivistischer Art und damit nicht universell seien.
Auch die Kommunikation der Verfahrensbeteiligten könne nicht die Wahrheitsfindung gewährleisten. So sei etwa eine nach Diskussion in demokratischer Abstimmung gefundene Entscheidung nicht unbedingt „richtig“ im Sinne von „universell wahr“, und das im Gerichtsverfahren bestehende Postulat von Rechtsfrieden und Rechtssicherheit zeige, dass auch im Nachhinein als unrichtig erkannte Entscheidungen ihre Gültigkeit behielten.
Während Wahrheit im naturwissenschaftlichen Sinne selbstevident sei, muss das Wahre und Richtige im sozialen Verfahren andere Geltungsgründe beanspruchen, um bei den Adressaten der Entscheidungen als gültig übernommen zu werden. Luhmann weist in diesem Zusammenhang darauf hin, dass sowohl Wahrheit im sozialwissenschaftlichen Sinn (nämlich intersubjektiv zwingende Gewissheit) als auch Macht der intersubjektiven Übertragung komplexitätsreduzierter Sachverhalte bzw. Entscheidungen diene. Die Übertragung solcher komplexitätsreduzierter Entscheidungen sei das Ziel rechtlich geregelter Verfahren. Im Gegensatz zur Übernahme selbstevidenter naturwissenschaftlicher Wahrheiten erfordere die Übernahme hier jedoch – weil Selbstevidenz nicht gegeben sei – einen besonderen Anerkennungsgrund. Diesen Anerkennungsgrund macht Luhmann in der Legitimität aus, die er mit verbindlicher Geltung gleichsetzt.

## Legitimation durch soziale Verfahren
Diese lasse sich in den heutigen individualisierten Gesellschaften nicht mehr oder nicht mehr allein auf die Vorstellungen der einzelnen Individuen zurückführen, da die Maßstäbe der Individuen zu stark differierten und zudem aufgrund der Vielfalt und Komplexität der Themen nicht jeder zu jedem Thema eine Meinung haben könne, sondern müsse auch vom politisch-administrativen System selbst erzeugt werden. Dazu müsse zwingend ein soziales Umfeld treten, in welchem die (generalisierte) verbindliche Anerkennung von Entscheidungen als Selbstverständlichkeit institutionalisiert ist.
Ein Faktor der Erzeugung von Legitimität im politisch-administrativen System neben anderen sei jene durch (soziale) Verfahren. Verfahren in diesem Sinne sind nach Luhmann keine Verfahren, in denen alle Handlungsschritte und ihre Abfolge schon festgelegt seien. Vielmehr ist den sozialen Verfahren eigen, dass sie in Abhängigkeit vom Verhalten der Verfahrensbeteiligten mehrere mögliche Verfahrensverläufe eröffnen. Die Beteiligten erst schlössen also durch ihre selektiven Handlungen mehr und mehr Alternativverläufe des Verfahrens aus und steuerten so auf ein konkretes Ergebnis hin.
Die Rechtsnormen, welche die Rahmenbedingungen für Verfahren vorgeben, sind dabei nach Luhmann nicht mit dem Verfahren selbst gleichzusetzen; die Rechtfertigung durch diese Rechtsnormen ist nicht schon Legitimation durch Verfahren. Die Verfahrensregeln reduzierten lediglich Komplexität, indem sie die möglichen Verhaltensweisen der Beteiligten einschränkten. Es sei gerade die Funktion rechtlich geregelter Verfahren, dabei noch Verhaltensmöglichkeiten offenzulassen, um den Verfahrensbeteiligten die Annahme von Verhaltensrollen zu ermöglichen.

## Die Bedeutung der Verfahrensrollen
Die Ausbildung von Verfahrensrollen führt nach Luhmann zu Rollentrennung zwischen Verfahrensrolle und Rollen aus der Verfahrensumwelt. So könne beispielsweise ein Parlamentsabgeordneter in seiner Rolle als Abgeordneter die Interessen der Konservenindustrie nicht durch den Verkauf von Konserven fördern, sondern nur durch Teilnahme an Abstimmungen oder entsprechende Beeinflussung von Stimmabgaben.
Während Beteiligte eines sozialen Verfahrens sich also nur nach Maßgabe des Verfahrenssystems durch ihre anderen Rollen motivieren lassen könnten, schirme das Verfahren sie aber gleichzeitig auch gegen Folgenverantwortung für Verfahrenshandlungen in ihren anderen Rollen ab, da Nicht-Verfahrensbeteiligte aus anderen Rollenbeziehungen die Eigengesetzlichkeiten des Verfahrens und damit auch dessen Ergebnisse zu akzeptieren hätten. Vorwürfe könnten einem Verfahrensbeteiligten nur gemacht werden, wenn dieser sich nach Maßgabe des jeweiligen sozialen Verfahrens ungeschickt verhalten habe.
Diese relative Autonomie des Verfahrens auf Verhaltens- und auf Rollenebene trage zur sozialen Generalisierung des Ergebnisses bei und damit zur Schaffung einer Umwelt, in der die verbindliche Anerkennung von Entscheidungen (mithin Legitimität) als Selbstverständlichkeit institutionalisiert ist.
Zur Mitwirkung am Verfahren motiviert würden die nicht beruflich Beteiligten, also beispielsweise die Parteien eines Gerichtsverfahrens, durch ein eigenes Interesse am Thema, die Gewissheit, dass eine Entscheidung zustande kommen wird, sowie die (durch die möglichen Alternativverläufe des Verfahrens bedingte) Ungewissheit, welche Entscheidung gefällt werden wird. Denn um diese Ungewissheit mehr und mehr einzuschränken, können sie eine Verfahrensrolle annehmen und sodann durch Vornahme von Verfahrenshandlungen versuchen, Alternativverläufe auszuschließen.

## Werk
- Niklas Luhmann: Legitimation durch Verfahren. 6. Auflage. Suhrkamp, Frankfurt am Main 2001, ISBN 3-518-28043-0.